# Národní písma
Národními písmy jsou označována písma od 7. – 12. století, která používaly národy, sídlící na území rozpadlé římské říše a na britských ostrovech, které nikdy nebyly zcela Římany obsazeny.
Poprvé termínu „národní písma“ použil zakladatel vědecké paleografie Jean Mabillon. Dopustil se však chyby, když se domníval, že tato písma vytvořily národy, jež se usadily na troskách římské říše. Správné vysvětlení podal Scipione Maffei, který prokázal, že jsou odvozena z písma římského. Mabillonův termín byl v literatuře již natolik vžitý, že i dnešní paleografové se drží starého úzu. Snad jen u Jacquea Stiennona lze najít označení předkarolinská písma.
Pod pojem „národních písem“ dnes zahrnujeme různé druhy latinského písma, které se užívaly na území dnešní Itálie, Francie, Španělska a Anglie. Dnes jsou označovány podle národů, které v 7. až 12. století na těchto územích sídlily. Nesou tak označení langobardské (v Itálii byla v papežské kanceláři navíc užívána kuriála a v klášteře Monte Cassino zvláštní typ knižního písma zvaný beneventsko-montecassinské písmo), merovejské, vizigótské, anglosaské a iroskotské. Téměř všechna vycházela z mladší římské kurzívy, proto je lze považovat za další vývojový článek s různými lokálními variantami. Výjimku tvořila pouze písma na britských ostrovech, vycházející z římské polounciály, kterou do Irska přinesl v 5. století sv. Patrik.